# Mark Bonnar
Mark Bonnar, född 19 november 1968 i Edinburgh, är en skotsk skådespelare. År 2017 vann han priset BAFTA Scotland Award för sin roll som Colin Osborne i den andra säsongen av tv-serien Saknad, aldrig glömd.

## Filmografi i urval
- 2005–2006 – Casualty (TV-serie)
- 2007 – The Bill (TV-serie)
- 2007 – Kommissarie Lynley (TV-serie)
- 2011 – Doctor Who (TV-serie)
- 2012 – The Paradise (TV-serie)
- 2013–2021 – Shetland (TV-serie)
- 2013 – Tyst vittne (TV-serie)
- 2015 – Morden i Midsomer (TV-serie)
- 2015 – Ett fall för Vera (TV-serie)
- 2015 – Home fires (TV-serie)
- 2015–2019 – Catastrophe (TV-serie)
- 2017 – Saknad, aldrig glömd (TV-serie)
- 2025 – Department Q (TV-serie)
- 2025 – Last Breath